# نيكولا يوكيتش
نيكولا يوكيتش (بالصربية: Никола Јокић) مواليد 19 فبراير 1995 في صربيا والجبل الأسود، هو لاعب كرة سلة محترف صربي بدأ مسيرته الاحترافية في سنة 2012. تم اختياره من قبل فريق دنفر ناغتس خلال الدرافت، يلعب مع فريق دنفر ناغتس في الرابطة الوطنية لكرة السلة كلاعب وسط ويحمل الرقم 15. يبلغ طوله 6 قدم 10 بوصة (2.1 م).

## إحصائيات المسيرة

### الرابطة الوطنية لكرة السلة

#### الموسم الاعتيادي
| السنة   | الفريق     | لعب | بدأ | دقيقة | ميداني% | ثلاثية | حرة  | ارتداد | صنع | استلاب | تصدي | نقطة |
| ------- | ---------- | --- | --- | ----- | ------- | ------ | ---- | ------ | --- | ------ | ---- | ---- |
| 2015–16 | دنفر ناغتس | 80  | 55  | 21.7  | .512    | .333   | .811 | 7.0    | 2.4 | 1.0    | .6   | 10.0 |
| المسيرة | المسيرة    | 80  | 55  | 21.7  | .512    | .333   | .811 | 7.0    | 2.4 | 1.0    | .6   | 10.0 |

## روابط خارجية
- نيكولا يوكيتش على موقع الاتحاد الدولي لكرة السلة (الإنجليزية)
- نيكولا يوكيتش على موقع إن بي أي (الإنجليزية)
- نيكولا يوكيتش على موقع سبورتس رفرنس (الإنجليزية)
- نيكولا يوكيتش على موقع كرة السلة الأوروبية.كوم (الإنجليزية)
- نيكولا يوكيتش على موقع إي إس بي إن.كوم (الإنجليزية)
- نيكولا يوكيتش على موقع ريلجم (الإنجليزية)
- نيكولا يوكيتش على موقع بروبوليرز (الإنجليزية)
- نيكولا يوكيتش على موقع سبورتس رفرنس (الإنجليزية)
- نيكولا يوكيتش على موقع اللجنة الأولمبية الدولية (الإنجليزية)
- نيكولا يوكيتش على موقع أوليمبيديا (الإنجليزية)